# Resman
Resman je priimek več znanih Slovencev:
- Anja Resman (*1997), (lutkovno-)filmska animatorka
- Blaž Resman (*1953), umetnostni zgodovinar
- Franc Resman (1889—1935), mlinar, kmet, prosvetni delavec, pisec spominov
- Ivan Resman - Dorán (1848—1905), pesnik, publicist, prevajalec
- Ivan Resman (1899—1945), častnik slovenskega domobranstva in učitelj
- Jože Resman (1924—1974), športni drsalec in kotalkar
- Jože Resman (*1946), politik, član Državnega sveta
- Ladislav Resman, godbenik
- Metod Resman (1942—2024), pedagog, univ. prof.
- Rado Resman, učitelj
- Simona Resman, bibliotekarka
- Tina Resman (*1998), igralka
- Vinko Resman (1869—1968), gospodarstvenik, politik